# Petja po doroge v Tsarstvije Nebesnoje
Petja po doroge v Tsarstvije Nebesnoje (russisk: Петя по дороге в Царствие Небесное) er en russisk spillefilm fra 2009 af Nikolaj Nikolajevitj Dostal.

## Medvirkende
- Jegor Pavlov som Pjotr Makarov
- Aleksandr Korsjunov som Konovalov
- Roman Madjanov som Boguslavskij
- Svetlana Timofejeva-Letunovskaja
- Jevgenij Redko